# Club de Regatas Vasco da Gama
Pour les articles homonymes, voir Vasco da Gama, Vasco et Gama.
 (avril 2017).
Si vous disposez d'ouvrages ou d'articles de référence ou si vous connaissez des sites web de qualité traitant du thème abordé ici, merci de compléter l'article en donnant les références utiles à sa vérifiabilité et en les liant à la section « Notes et références ».
Maillots
Actualités
Dernière mise à jour : 26 décembre 2024.
Le Club de Regatas Vasco da Gama est le plus grand club brésilien de football basé à Rio de Janeiro. Il a été fondé le 21 août 1898, par un groupe de rameurs s'inspirant des célébrations du quatrième centenaire de la découverte de la route maritime vers les Indes. Cette route a en effet été découverte par le navigateur portugais Vasco de Gama.

## Histoire

### Fondation
Au XIXe siècle, l'aviron est le sport le plus important à Rio de Janeiro. À cette époque, quatre jeunes hommes - Henrique Ferreira Monteiro, Luis Antonio Rodrigues, José Alexandre d'Avelar Rodrigues et Manuel Teixeira de Souza Júnior - qui ne voulaient pas se rendre à Niterói pour ramer avec les bateaux du club Gragoatá, décident de fonder un nouveau club. Le 21 août 1898, avec 62 autres membres (la plupart des immigrés portugais), ces passionnés d'aviron créent le Club de Regatas Vasco da Gama.
Inspirés par les célébrations du 4e centenaire de la première voile en partance de l'Europe vers l'Inde, les fondateurs choisissent le nom de l'explorateur portugais Vasco de Gama ayant ouvert la voie vers la découverte du Brésil, pour nom de baptême.
Au début du XXe siècle, le football fait son entrée au Brésil et c'est l'engouement. La section football du Club de Regatas Vasco da Gama est alors créée, en la fusionnant au Lusitania, un autre club essentiellement composé d'immigrés portugais. Au début, le Vasco évolue dans les plus petites divisions. Au bout de quelques années, il devient champion de ligue B (en 1922) et accède ainsi à la ligue A. 

### Une âme populaire et révolutionnaire
La Ligue Métropolitaine de Rio de Janeiro est alors dominée par des clubs composés de membres des grandes familles bourgeoise de la ville, comme Fluminense, Botafogo, Flamengo et America.
Pour son premier championnat dans l'élite carioca, en 1923, le Vasco est sacré champion, avec une équipe composée de blancs, noirs, « mulâtres », métis et de joueurs de différentes classes sociales. L'équipe est alors dirigée par Ramon Platero qui inaugure de toutes nouvelles méthodes d'entrainement.
La victoire sans contestation de Vasco remet en cause tout l'édifice idéologique  de l'élitisme sportif, qui considérait le sport en général comme une propriété privée de la bourgeoisie du pays.
Vasco reçoit alors, pour le championnat de 1924, un ultimatum de ces clubs bourgeois, qui lui demande de se débarrasser de ses joueurs afros-brésiliens, métis ou pauvre. Le refus de Vasco déclenche une crise dans le microcosme du football carioca, qui se scinde en deux, entre le championnat carioca et l'Association Athlétique Métropolitaine, des clubs de la bourgeoisie blanche élitiste.
L'ancien président du Vasco, José Augusto Prestes, répondra à l’aristocratie raciste avec une lettre qui deviendra célèbre (la Resposta Historica) et qui révolutionnera, par la suite, la pratique sportive dans tout le pays. 
Le Vasco de Gama survole a nouveau le championnat carioca en 1924, remportant ses 14 rencontres, tandis que les scissionnistes disputent un championnat parallèle remporté par Fluminense.
Dès 1925, ce championnat parallèle s'effondre, et le carioca est réunifié, marquant l'échec de l'élite brésilienne à empêcher la démocratisation du sport dans le pays, et la victoire de Vasco.

### L'Express de la Victoire
Le Club de Regatas Vasco da Gama remporte les championnats de 1929, 1934 et 1936. Mais c'est entre 1947 et 1952 que le club connait sa période la plus faste. Il sera alors surnommé « Expresso da Vitória » - L'Express de la Victoire - en raison de ses nombreux succès. L'Express de la Victoire remportera en effet plusieurs compétitions durant cette période, telles que le championnat de Rio de Janeiro en 1945, 1947, 1949, 1950 et 1952, ainsi que la première Coupe d'Amérique du Sud des clubs champions en 1948 (future Copa Libertadores après 1960).
Des joueurs comme Ademir, Moacyr Barbosa, Bellini et Ipojucan défendront alors fièrement les couleurs du Vasco pendant cette période.

### La Copa Libertadores en 1998
Après avoir remporté le championnat du Brésil (Brasileirão) en 1997, en battant Palmeiras en finale, le Vasco lance son Projeto Tóquio et investit 10 millions $ US pour remporter la Copa Libertadores de 1998. Le Vasco renoue alors avec le succès et remporte la Compétition en battant le club équatorien de Barcelona en finale.

### 2008, le faux-pas
En 2008, l'équipe termine à une désastreuse 18e place dans le championnat brésilien et se retrouve reléguée en deuxième division pour la première fois depuis sa création.

### 2009, le retour dans l'élite
Après un an de purgatoire en deuxième division, le Vasco est promu en première division le 7 novembre, après sa victoire contre la Juventude au Maracanã par le score de 2-1. C'est le retour dans l'élite du club mythique.

## Palmarès
| Compétitions nationales | Compétitions internationales |
| - Championnat du Brésil (4) : - Champion : 1974, 1989, 1997 et 2000. - Championnat du Brésil de deuxième division (1) : - Champion : 2009. - Coupe du Brésil (1) : - Vainqueur : 2011. - Finaliste : 2006. - Supercoupe du Brésil : - Finaliste : 1990. - Championnat de Rio (24) : - Champion : 1923, 1924, 1929, 1934, 1936, 1945, 1947, 1949, 1950, 1952, 1956, 1958, 1970, 1977, 1982, 1987, 1988, 1992, 1993, 1994, 1998, 2003, 2015 et 2016 - Tournoi Rio-São Paulo (3) : - Vainqueur : 1958, 1966 et 1999. - Coupe Rio (9) : - Vainqueur : 1984, 1988, 1992, 1993, 1998, 1999, 2001, 2003 et 2004. - Coupe Guanabara (12) : - Vainqueur : 1965, 1976, 1977, 1986, 1987, 1990, 1992, 1994, 1998, 2000, 2003, 2016 et 2019. - Tournoi municipal de Rio de Janeiro (4) : - Vainqueur : 1944, 1945, 1946 et 1947. | - Coupe du monde des clubs : - Finaliste : 2000. - Coupe intercontinentale : - Finaliste : 1998. - Copa Interamericana : - Finaliste : 1998. - Copa Libertadores (1) : - Vainqueur : 1998. - Campeonato Sudamericano de Campeones (1) : - Vainqueur : 1948. - Copa Mercosur (1) : - Vainqueur : 2000. |

## Personnalités du club

### Joueurs
|    | Joueurs             | Matchs |
| 1  | Roberto Dinamite    | 1110   |
| 2  | Carlos Germano      | 632    |
| 3  | Sabará              | 576    |
| 4  | Alcir Portela       | 511    |
| 5  | Barbosa             | 485    |
| 6  | Mazarópi            | 477    |
| 7  | Pinga               | 466    |
| 8  | Coronel             | 449    |
| 9  | Paulinho de Almeida | 436    |
| 10 | Bellini             | 430    |

|    | Joueurs          | Buts |
| 1  | Roberto Dinamite | 710  |
| 2  | Romário          | 326  |
| 3  | Ademir Menezes   | 301  |
| 4  | Pinga            | 250  |
| 5  | Russinho         | 230  |
| 6  | Ipojucan         | 225  |
| 7  | Vavá             | 191  |
| 8  | Sabará           | 165  |
| 9  | Lelé             | 147  |
| 10 | Valdir Bigode    | 144  |

### Présidents
- Eurico Miranda
- Roberto Dinamite
- Alexandre Campello
- Jorge Salgado

### Entraîneurs
- Henry Welfare (1927–37), (1940)
- Ondino Viera (1942–46)
- Flávio Costa (1947–50)
- Otto Glória (1951)
- Flávio Costa (1953–56)
- Yustrich (1959–60)
- Martim Francisco (1961)
- Ely (1961)
- Paulo Amaral (1961–62)
- Otto Glória (1963)
- Ely (1964)
- Zezé Moreira (1965–66)
- Zizinho (1967)
- Ademir (1967)
- Paulinho (1968)
- Pinga (1969)
- Evaristo de Macedo (1969)
- Paulinho (1969)
- Tim (1970)
- Paulo Amaral (1971)
- Admildo Chirol (pt) (1971)
- Zizinho (1972)
- Célio de Souza (1972)
- Mário Travaglini (pt) (1972–75)
- Paulo Emilio (1976)
- Orlando Fantoni (pt) (1977–78)
- Carlos Froner (pt) (1979)
- Otto Glória (1979)
- Orlando Fantoni (pt) (1980)
- Gílson Nuñes (1980)
- Mário Zagallo (1980–81)
- Antônio Lopes (1981–83)
- Zanata (1983)
- Júlio César Leal (1983)
- Otto Glória (1983)
- Edu Coimbra (1984–85)
- Antônio Lopes (1985–86)
- Cláudio Garcia (pt) (1986)
- Joel Santana (1986–87)
- Sebastião Lazaroni (1987–88)
- Zanata (1988–89)
- Orlando Lelé (pt) (1989)
- Sérgio Cosme (pt) (1989)
- Nelsinho Rosa (1989)
- Alcir Portela (pt) (1990)
- Mário Zagallo (1990)
- Antônio Lopes (1991)
- Nelsinho Rosa (1992)
- Joel Santana (1992–93)
- Alcir Portela (pt) (1993)
- Jair Pereira (1994)
- Sebastião Lazaroni (1994)
- Nelsinho Rosa (1995)
- Abel Braga (1995)
- Jair Pereira (1995)
- Zanata (1995–96)
- Alcir Portela (pt) (1996)
- Carlos Alberto Silva (1996)
- Alcir Portela (pt) (1996)
- Antônio Lopes (1996–00)
- Abel Braga (2000)
- Alcir Portela (pt) (intérim) (2000)
- Tita (1er janvier 2000 – 30 juin 2000)
- Oswaldo de Oliveira (2000)
- Joel Santana (2000–01)
- Alcir Portela (pt) (2001)
- Hélio dos Anjos (2001)
- Paulo César Gusmão (2001)
- Evaristo de Macedo (2002)
- Antônio Lopes (2002–03)
- Mauro Galvão (2003)
- Geninho (15 décembre 2003 – 27 septembre 2004)
- Joel Santana (27 septembre 2004 – 20 avril 2005)
- Renato Gaúcho (18 juillet 2005 – 12 avril 2007)
- Celso Roth (15 avril – 22 octobre 2007)
- Romário (intérim) (22 octobre – 25 octobre 2007)
- Valdir Espinosa (26 octobre – 31 décembre 2007)
- Romário (1er janvier – 9 février 2008)
- Alfredo Sampaio (2008)
- Antônio Lopes (31 mars – 7 août 2008)
- Tita (7 août – 17 septembre 2008)
- Renato Gaúcho (18 septembre – 7 décembre 2008)
- Dorival Júnior (12 décembre 2008 – 7 décembre 2009)
- Vágner Mancini (12 décembre 2009 – 26 mars 2010)
- Gaúcho (pt) (intérim) (30 mars – 18 mai 2010)
- Celso Roth (18 mai – 12 juin 2010)
- PC Gusmão (13 juin 2010 – 28 janvier 2011)
- Ricardo Gomes (2 février 2011 – 28 août 2012)
- Cristóvão Borges (29 août 2011 – 10 septembre 2012)
- Gaúcho (pt) (intérim) (11 septembre – 13 septembre 2012)
- Marcelo Oliveira (13 septembre – 5 novembre 2012)
- Gaúcho (pt) (6 novembre 2012 – 21 mars 2013)
- Paulo Autuori (22 mars – 9 juillet 2013)
- Dorival Júnior (juillet 2013 – octobre 2013)
- Adílson Batista (2013 – 2014)
- Joel Santana (2014)
- Doriva (janvier – juillet 2015)
- Celso Roth (juillet – août 2015)
- Jorginho (août 2015 – novembre 2016)
- Cristóvão Borges (décembre 2016 – mars 2017)
- Milton Mendes (mars 2017 – août 2017)
- Zé Ricardo (août 2017 – juin 2018)
- Jorginho (juin 2018 – août 2018)
- Alberto Valentim (août 2018 – avril 2019)
- Vanderlei Luxemburgo (mai – décembre 2019)
- Ramon Menezes (janvier – octobre 2020)
- Ricardo Sá Pinto (octobre 2020 – décembre 2020)
- Vanderlei Luxemburgo (décembre 2020 - février 2021)
- Marcelo Cabo (pt) (2021)
- Lisca (pt) (2021)
- Fernando Diniz (2021)
- Zé Ricardo (pt) (2022)
- Maurício Souza (pt) (2022)
- Jorginho (2022)
- Maurício Barbieri (pt) (2023)
- Ramón Díaz (2023 - avril 2024 )

## Maillots
Au cours de son histoire, le maillot du club a subi des modifications plus ou moins importantes.

1898
1915
1930
1943
1945
1958
1974
1984
1989
1994
1997
1998